# Liste der Orte im Landkreis Regensburg
Die Liste der Orte im Landkreis Regensburg listet die 932 amtlich benannten Gemeindeteile (Hauptorte, Kirchdörfer, Pfarrdörfer, Dörfer, Weiler und Einöden) im Landkreis Regensburg auf.

## Systematische Liste
Alphabet der Städte und Gemeinden mit den zugehörigen Orten.
- Die Gemeinde Alteglofsheim mit 2 Gemeindeteilen:
  - Pfarrdorf Alteglofsheim
  - Einöde Aumühle

- Die Gemeinde Altenthann mit 50 Gemeindeteilen:
  - Pfarrdorf Altenthann
  - Kirchdorf Heuweg
  - Dörfer Forstmühle, Haid, Oberlichtenwald, Pfaffenfang, Unterlichtenwald und Willmannsberg
  - Weiler Eichhof, Göppenbach, Gottesberg, Gsellmühle, Orhalm, Reinhartswinkl, Röhren, Roidhof, Scharr, Spitz, Stubenthal und Thiergarten
  - Einöden Aschenbrennermarter, Auersölden, Bachmühl, Berghof, Bruckhäusl, Brunnstuben, Geishof, Gsellhof, Hörglhof, Hornismühle, Jagdhaus Thiergarten, Kagerhof, Kropfersberg, Landsgrub, Ödgarten, Pfittershof, Pielhof, Pömerlmühl, Refthal, Sägmühl, Scherbatzen, Schmatzhäusl, Seehof, Spieshof, Steinbuckl, Steinklippen, Weiherhaus, Weihersölden, Wiesing und Ziegelhaus

- Die Gemeinde Aufhausen mit 12 Gemeindeteilen:
  - Pfarrdorf Aufhausen
  - Kirchdörfer Hellkofen, Irnkofen und Triftlfing
  - Dörfer Niederhinkofen und Petzkofen
  - Weiler Gansbach und Haid
  - Einöden Mittermühle, Neumühle und Ziegelstadel
  - Elektrizitätswerk Schlappmühle

- Die Gemeinde Bach an der Donau mit 3 Gemeindeteilen:
  - Pfarrdorf Bach an der Donau
  - Kirchdörfer Demling und Frengkofen

- Die Gemeinde Barbing mit 11 Gemeindeteilen:
  - Pfarrdörfer Barbing, Illkofen und Sarching
  - Kirchdörfer Auburg, Eltheim und Friesheim
  - Dörfer Altach und Unterheising
  - Einöden Auhof, Mooshof und Naßenhart

- Der Markt Beratzhausen mit 56 Gemeindeteilen:
  - Hauptort Beratzhausen
  - Pfarrdorf Oberpfraundorf
  - Kirchdörfer Hardt, Mausheim, Rechberg, Schrotzhofen, Schwarzenthonhausen und Unterpfraundorf
  - Dörfer Buxlohe, Haderlsdorf und Rufenried
  - Weiler Ametshof, Beilnstein, Grametshof, Grünschlag, Hatzenhof, Hinterkreith, Hinterthann, Hirschstein, Illkofen, Königsmühle, Mitterkreith, Neuhöfl, Paarstadl, Sinngrün, Unterlichtenberg und Vorderkreith
  - Einöden Aichhof, Engelthal, Forsterberg, Friesenhof, Friesenmühle, Gleislmühle, Hohenlohe, Hölzlhof, Katharied, Kohlmühle, Mausermühle, Mitterbügl, Neuhof, Neumühle, Niesaß, Oberbügl, Oberlichtenberg, Ödenbügl, Pexmühle, Puppenhof, Rauhbügl, Rauschhof, Ritzhof, Ruxhof, Schaafhof, Seelach, Stecherhof, Uttenhof und Zehenthof

- Die Gemeinde Bernhardswald mit 91 Gemeindeteilen:
  - Pfarrdörfer Bernhardswald, Kürn, Lambertsneukirchen und Pettenreuth
  - Dörfer Adlmannstein, Ebenpaint, Erlbach, Hackenberg, Hauzendorf, Kreuth, Lehen, Plitting, Seibersdorf, Wolfersdorf, Wulkersdorf und Ziegelhäusl
  - Siedlung Lehenfelden
  - Weiler Bosruck, Darmannsdorf, Dingstetten, Elendbleschen, Ellbogen, Finsing, Gerstenhof, Grubberg, Hinterappendorf, Högelstein, Kaltenherberg, Kamillenhof, Löchl, Lohhof, Mantel, Oberhohenroith, Pillmannsberg, Rammersberg, Reiting, Rudersdorf, Samberg, Schneckenreuth, Stadlhof, Steinrinnen, Stockhof, Unterharm, Weg und Wolferszwing
  - Einöden Appertszwing, Apprant, Bachhöfe, Buchhof, Dinglstadt, Dörfling, Eberhof, Elendbaumgarten, Feldhof, Gambach, Grubhof, Hacklsberg, Hohenroith, Höslgrub, Kammerhof, Kammersölden, Kohlstetten, Lamlhof, Lammelhöfl, Lichtenberg, Lieberg, Manghof, Mauth, Neuhaus auf der Tratt, Niederhof, Oberbraunstuben, Oberharm, Oberlipplgütl, Ödenhof, Ölbrunn, Parleithen, Plessenberg, Rothenhofstatt, Schlaghof, Stall, Stanglhof, Thalhof, Thonseigen, Unterbraunstuben, Unterlipplgütl, Vorderappendorf, Weiherhäusl, Wieden, Wieshof, Wiesmühl und Züchmühl

- Die Gemeinde Brennberg mit 62 Gemeindeteilen:
  - Pfarrdörfer Brennberg und Frauenzell
  - Kirchdorf Bruckbach
  - Dörfer Bibersbach, Frankenberg, Schwaig und Zumhof
  - Weiler Außenlehen, Berndorf, Buchberg, Dosmühle, Fahndorf, Fahnmühle, Fischbehälter, Grabenhof, Hamberg, Hauserhof, Hechtfeld, Himmelmühle, Hohenrad, Loidsberg, Pielhof, Schmidlehen, Stadl, Weismühle und Zwinger
  - Einöden Dessenacker, Eichlberg, Engelsberg, Falkenlehen, Forsthof, Grubfeld, Grubhof, Hammermühle, Hechthof, Himmelthal, Hintergrub, Hochaigen, Höllmühle, Innenlehen, Kerm, Kirnberg, Kleinhimmelmühle, Klosterberg, Kriegergütl, Leibgütl, Lohhof, Neustadl, Obereppenberg, Ochsenweide, Pfaffenthann, Pöllhof, Schmuckerwinkl, Schrottenloh, Thalhof, Untereppenberg, Wernetsgrub, Wetzelsdorf, Ziegelhäusl, Zieglöde, Zinthof und Zwergfeld

- Die Gemeinde Brunn mit 9 Gemeindeteilen:
  - Pfarrdorf Frauenberg
  - Kirchdorf Brunn
  - Dörfer Eglsee und Münchsried
  - Weiler Babetsberg, Kirchhof, Konstein und Pettenhof
  - Einöde Eiselberg

- Die Gemeinde Deuerling mit 7 Gemeindeteilen:
  - Pfarrdorf Deuerling
  - Dörfer Bachleiten, Heimberg, Hillohe und Steinerbrückl
  - Einöden Stegenhof und Willibaldhäusl

- Der Markt Donaustauf mit 7 Gemeindeteilen:
  - Hauptort Donaustauf
  - Kirchdorf Sulzbach a.d.Donau
  - Weiler Dachsberg und Hammermühle
  - Einöden Klammer, Neumühle und Parkhaus

- Die Gemeinde Duggendorf mit 19 Gemeindeteilen:
  - Pfarrdorf Duggendorf
  - Kirchdörfer Heitzenhofen, Hochdorf und Wischenhofen
  - Dörfer Auf’nberg, Girnitz, Haidberg, Judenberg und Neuhof
  - Weiler Gessendorf, Schwarzhöfe und Weichseldorf
  - Einöden Biersackschlag, Brunnenstich, Sommerlegerl, Weihergut, Weinberg, Zeinberg und Zündergut

- Die Gemeinde Hagelstadt mit 6 Gemeindeteilen:
  - Pfarrdörfer Hagelstadt und Langenerling
  - Kirchdorf Gailsbach
  - Weiler Grünthal
  - Gut Höhenberg
  - Einöde Gitting

- Die Stadt Hemau mit 68 Gemeindeteilen:
  - Hauptort Hemau
  - Pfarrdörfer Aichkirchen, Eichlberg, Hohenschambach und Neukirchen
  - Kirchdörfer Albertshofen, Haag, Kollersried, Laufenthal und Thonlohe
  - Dörfer Berletzhof, Klingen, Kochenthal, Langenkreith, Lautersee, Mungenhofen, Pellndorf, Pittmannsdorf, Schacha, Thonhausen, Tiefenhüll und Waltenhofen
  - Weiler Aicha, Altenlohe, Altmannshof, Angern, Arnest, Bachmühle, Bodenhof, Bügerl, Bügerlleithen, Eckertshof, Eiersdorf, Einöd, Flinksberg, Gänsbügl, Grafenöd, Grafenstadl, Grünstaude, Haid, Hamberg, Hennhüll, Kemetshof, Klapfenberg, Kumpfhof, Neuhäusl, Oberhöfen, Oberreiselberg, Pföring, Rieb, Schneckenhof, Schneitbügl, Stadla, Wangsaß, Winkl und Wollmannsdorf
  - Einöden Hagetshof, Höfen, Höhhof, Körbenhof, Niglhof, Pfälzerhof,  Pöpplhof, Sündersbühl, Thalhof, Unterreiselberg, Voglhof und Wolflier

- Die Gemeinde Holzheim am Forst mit 14 Gemeindeteilen:
  - Kirchdorf Holzheim am Forst
  - Dorf Trischlberg
  - Weiler mit Kirche Bubach am Forst
  - Weiler Brunoder, Dornau, Hirschhof, Irnhüll, Traidenloh, Unterbrunn und Widlthal
  - Einöden Geisenthal, Haslach, Hubhof und Oedenholz

- Der Markt Kallmünz mit 31 Gemeindeteilen:
  - Hauptort Kallmünz
  - Kirchdörfer Dinau, Eich und Rohrbach
  - Dörfer Dallackenried, Fischbach, Krachenhausen, Schirndorf und Traidendorf
  - Weiler Carolinenhütte, Grain, Mühlschlag, Niederhof und Oberwahrberg
  - Einöden Berghof, Eichkreit, Eiselberg, Fischerberg, Giglitzhof, Glasschleife (obere), Grabenhof, Grain am Berg, Loh, Mollerhof, Murrenberg, Nassenau, Schreiberthal, Sommerhau, Stöcklhof, Wiedenhof und Zaar

- Die Gemeinde Köfering mit 2 Gemeindeteilen:
  - Pfarrdorf Köfering
  - Kirchdorf Egglfing

- Der Markt Laaber mit 33 Gemeindeteilen:
  - Hauptort Laaber
  - Kirchdörfer Bergstetten, Endorf und Großetzenberg
  - Dörfer Anger, Edlhausen, Endlfeld, Hinterzhof, Kleinetzenberg, Kronbügl, Polzhausen, Ried, Schaggenhofen, Weißenkirchen und Windschnur
  - Siedlungen Eisenhammer und Waldetzenberg
  - Weiler Hartlmühle, Papiermühle, Schernried und Türklmühle
  - Einöden Berghof, Endorfmühle, Eselburg, Högerlsee, Kühberg, Lindenhof, Münchsmühle, Reiserbügl, Schafbruckmühle, Schallerwöhr, Schrammlhof und Ziegelhütte

- Der Markt Lappersdorf mit 30 Gemeindeteilen:
  - Pfarrdörfer Hainsacker, Kareth und Lappersdorf
  - Kirchdörfer Lorenzen und Oppersdorf
  - Dörfer Baiern, Einhausen, Harreshof, Hohensand, Hönighausen, Kaulhausen, Pielmühle, Schwaighausen, Schwerdnermühle und Tremmelhauserhöhe
  - Weiler Altenried, Aschach, Benhof, Geiersberg, Rehthal, Schwärz, Stettwies und Ziegelhütte
  - Einöden Gewald, Knieschlag, Landlhof, Rodau, Schinderwies, Steinhof und Unterkaulhausen

- Die Gemeinde Mintraching mit 26 Gemeindeteilen:
  - Pfarrdörfer Mintraching, Moosham, Scheuer und Wolfskofen
  - Kirchdörfer Mangolding, Rosenhof, Sengkofen und Tiefbrunn
  - Dörfer Auhof und Roith
  - Siedlung Neuallkofen
  - Weiler Allkofen, Aukofen, Gengkofen, Kleingilla, Schwaighof und Siffkofen
  - Einöden Flickermühle, Haidau, Herzogmühle, Jägerhaus, Neusengkofen, Osten, Rempelkofen, Sankt Gilla und Scheuermühl

- Die Gemeinde Mötzing mit 6 Gemeindeteilen:
  - Pfarrdorf Schönach
  - Kirchdörfer Dengling, Mötzing und Oberhaimbuch
  - Weiler Schafhöfen und Unterhaimbuch

- Die Stadt Neutraubling mit 4 Gemeindeteilen:
  - Industrieort Neutraubling
  - Siedlung Birkenfeld
  - Weiler Lerchenfeld und Oberheising

- Die Gemeinde Nittendorf mit 27 Gemeindeteilen:
  - Pfarrdörfer Nittendorf und Undorf
  - Kirchdörfer Etterzhausen, Haugenried, Schönhofen und Thumhausen
  - Dörfer Eichhofen, Hardt, Irgertshofen, Kühschlag, Loch, Penk, Pollenried, Viergstetten und Zeiler
  - Siedlung Glockensiedlung
  - Weiler Brand, Grafenried, Obereinbuch und Oberholz
  - Einöden Arzweg, Bärnthal, Goppenhof, Raigerholz, Rammelstein und Untereinbuch
  - Anstalt Haus Werdenfels

- Die Gemeinde Obertraubling mit 15 Gemeindeteilen:
  - Pfarrdorf Obertraubling
  - Kirchdörfer Gebelkofen, Niedertraubling, Oberhinkofen und Piesenkofen
  - Dörfer Embach und Scharmassing
  - Weiler Einthal, Höhenhof, Königshäusl, Rauschberg und Tenacker
  - Einöden Kumpfmühle, Moorackerhof und Stockhof

- Die Gemeinde Pentling mit 18 Gemeindeteilen:
  - Pfarrdörfer Hohengebraching und Matting
  - Kirchdörfer Graßlfing, Großberg und Pentling
  - Dörfer Hölkering, Neudorf, Niedergebraching, Poign und Seedorf
  - Weiler Oberirading
  - Einöden Fohlenhof, Hänghof, Nußhof, Posthof, Schwalbennest, Unterirading und Weichslmühle

- Die Gemeinde Pettendorf mit 19 Gemeindeteilen:
  - Pfarrdorf Pettendorf
  - Kirchdörfer Adlersberg und Kneiting
  - Dörfer Aichahof, Eibrunn, Eichenbrunn, Mariaort, Neudorf, Reifenthal und Schwetzendorf
  - Weiler Ebenwies, Günzenried, Hinterberg, Hummelberg und Ried
  - Einöden Deckelstein, Haselhof, Tremmelhausen und Urtlhof

- Die Gemeinde Pfakofen mit 6 Gemeindeteilen:
  - Pfarrdorf Pfakofen
  - Kirchdorf Rogging
  - Einöden Einhausen und Fuchsmühle
  - Sonstige Orte Hausmühle und Pfellkofen

- Die Gemeinde Pfatter mit 12 Gemeindeteilen:
  - Pfarrdörfer Geisling und Pfatter
  - Kirchdörfer Gmünd und Griesau
  - Dorf Leiterkofen
  - Weiler Herfurth, Irling und Johannishof
  - Einöden Fallmeisterei, Maiszant, Moosmühle und Seppenhausen

- Die Gemeinde Pielenhofen mit 10 Gemeindeteilen:
  - Pfarrdorf Pielenhofen
  - Dörfer Dettenhofen, Reinhardsleiten und Rohrdorf
  - Weiler Berghof, Reinhardshofen und Zieglhof
  - Einöden Aignhof, Distelhausen und Freiung

- Der Markt Regenstauf mit 87 Gemeindeteilen:
  - Hauptort Regenstauf
  - Pfarrdörfer Diesenbach, Eitlbrunn, Kirchberg, Ramspau und Steinsberg
  - Kirchdorf Heilinghausen
  - Dörfer Buchenlohe, Drackenstein, Edlhausen, Forstberg, Frauenberg, Fronau, Grafenwinn, Hagenau, Hirschling, Karlstein, Kleeberg, Kleinramspau, Kürnberg, Loch, Medersbach, Preßgrund, Schneitweg, Schönleiten und Wöhrhof
  - Weiler Asing, Birkenzant, Brennthal, Danersdorf, Eichlberg, Epfenthau, Ferneichlberg, Fidelhof, Gibacht, Glapfenberg, Gnadenhof, Grub, Hinterberg, Hochstraß, Hohenwarth, Holz, Kerm, Kühthal, Maad, Marienthal, Münchsried, Neuhaus, Oberhaslach, Reiterberg, Richterskeller, Ruith, Stadel, Süßberg und Wieden
  - Einöden Anglhof, Breitwies, Brunnhaus, Dirnberg, Elendhalbstraße, Ellmau, Ganglhof, Geiersberg, Gfangen, Greisberg, Irlbründl, Kleinanglhof, Kohlstatt, Kreuth, Lindach, Linglhof, Mettenbach, Neuried, Oberhof, Oberhub, Preischlgut, Rappershof, Reingrub, Schanzlohe, Schnepfenberg, Schwaighof, Spindlhof, Süssenbach, Unterhaslach, Unterhub, Wasa und Wiedenhof

- Die Gemeinde Riekofen mit 8 Gemeindeteilen:
  - Pfarrdorf Riekofen
  - Kirchdorf Taimering
  - Dorf Oberehring
  - Weiler Unterehring
  - Einöden Amhof, Bruckhof, Buchrain und Hartham

- Der Markt Schierling mit 26 Gemeindeteilen:
  - Hauptort Schierling
  - Pfarrdörfer Pinkofen und Unterlaichling
  - Kirchdörfer Allersdorf, Birnbach, Buchhausen, Eggmühl, Inkofen, Lindach, Mannsdorf, Oberdeggenbach, Unterdeggenbach, Wahlsdorf und Zaitzkofen
  - Dörfer Oberlaichling und Walkenstetten
  - Weiler Kraxenhöfen
  - Einöden Deutenhof, Kolbing, Mauernhof, Oberbirnbach, Roflach, Schnitzlmühl, Schönhöfen, Stanglmühl und Winkl

- Die Gemeinde Sinzing mit 27 Gemeindeteilen:
  - Pfarrdörfer Eilsbrunn, Sinzing und Viehhausen
  - Kirchdörfer Alling, Bergmatting, Bruckdorf und Riegling
  - Dörfer Adlstein, Kleinprüfening, Kohlstadt, Minoritenhof, Reichenstetten, Saxberg, Schneckenbach und Vogelsang
  - Weiler Dürnstetten, Hart, Niederviehhausen, Thalhof und Waltenhofen
  - Einöden Grafenried, Kühblöß, Oberalling, Steg, Unteralling und Zeiler
  - Wallfahrtskirche (-kapelle) Mariaort

- Die Gemeinde Sünching mit 4 Gemeindeteilen:
  - Pfarrdorf Sünching
  - Kirchdorf Haidenkofen
  - Dorf Hardt
  - Weiler Ziegelstadel

- Die Gemeinde Tegernheim mit dem gleichnamigen Pfarrdorf

- Die Gemeinde Thalmassing mit 17 Gemeindeteilen:
  - Pfarrdörfer Thalmassing und Wolkering
  - Kirchdörfer Luckenpaint, Neueglofsheim, Obersanding, Untersanding und Weillohe
  - Weiler Klausen
  - Einöden Alt-Prüll, Höselberg, Irlbach, Mooshof, Neuhaus, Obermassing, Sankt Bäumel, Stadlhof und Untermassing

- Die Gemeinde Wenzenbach mit 33 Gemeindeteilen:
  - Pfarrdörfer Irlbach und Wenzenbach
  - Kirchdorf Hauzenstein
  - Dörfer Forstacker, Fußenberg, Gonnersdorf, Grafenhofen, Grünthal, Probstberg, Roith, Thanhausen und Zeitlhof
  - Weiler Birkenhof, Hölzlhof und Steinbügl
  - Einöden Abbachhof, Birkmühle, Brunnhöfl, Ehrenberg, Grabenbach, Haslach, Hopfengarten, Jägerberg, Kufberg, Lehen, Oberackerhof, Sandhof, Schnaitterhof, Strohberg, Thanhof, Thurnhof, Unterackerhof und Ziegenhof

- Die Gemeinde Wiesent mit 25 Gemeindeteilen:
  - Pfarrdorf Wiesent
  - Dörfer Dietersweg, Ettersdorf, Kruckenberg und Waffenschmiede
  - Weiler Grafenöd, Petersberg, Rupertsbühl, Siegelseige und Wiedenrös
  - Einöden Eckenzell, Eidenzell, Heilsberg, Hermannsberg, Hermannsöd, Höhenberg, Kirnberg, Lehmhof, Mitterroith, Neuhaus, Neumühle, Oberroith, Pangerlhof, Ponhof und Sandweg

- Die Gemeinde Wolfsegg mit 12 Gemeindeteilen:
  - Pfarrdorf Wolfsegg
  - Kirchdorf Wall
  - Dörfer Hohenwarth, Sillen und Stetten
  - Weiler Grabenhäuser, Hermannstetten und Sachsenhofen
  - Einöden Käfersdorf, Krippersberg, Oel und Teufelschlag

- Die Stadt Wörth an der Donau mit 29 Gemeindeteilen:
  - Hauptort Wörth an der Donau
  - Kirchdörfer Hofdorf, Kiefenholz, Tiefenthal und Zinzendorf
  - Dörfer Hungersacker, Oberachdorf und Weihern
  - Weiler Hintergrub, Hof, Kirnberg, Piehl und Vordergrub
  - Einöden Gartenroith, Giffa, Hafnerhof, Hinterzirnberg, Hornau, Kälberhäusl, Kleinkiefenholz, Lohbach, Oberelend, Pfraumbach, Reichenbach, Reiserhof, Unterelend, Vorderzirnberg, Wichenbach und Wörthhof

- Die Gemeinde Zeitlarn mit 10 Gemeindeteilen:
  - Pfarrdorf Zeitlarn
  - Kirchdörfer Laub und Regendorf
  - Dörfer Ödenthal und Riesen
  - Weiler Mühlhof und Neuhof
  - Einöden Pentlhof, Sandheim und Zeitlberg

## Alphabetische Liste
In Fettschrift erscheinen die Orte, die namengebend für die Gemeinde sind.

### A
- Abbachhof zu Wenzenbach
- Adlersberg zu Pettendorf
- Adlmannstein zu Bernhardswald
- Adlstein zu Sinzing
- Aicha zu Hemau
- Aichahof zu Pettendorf
- Aichhof zu Beratzhausen
- Aichkirchen zu Hemau
- Aignhof zu Pielenhofen
- Albertshofen zu Hemau
- Allersdorf zu Schierling
- Alling zu Sinzing
- Allkofen zu Mintraching
- Altach zu Barbing
- Alteglofsheim
- Altenlohe zu Hemau
- Altenried zu Lappersdorf
- Altenthann
- Altmannshof zu Hemau
- Alt-Prüll zu Thalmassing
- Ametshof zu Beratzhausen
- Amhof zu Riekofen
- Anger zu Laaber
- Angern zu Hemau
- Anglhof zu Regenstauf
- Appertszwing zu Bernhardswald
- Apprant zu Bernhardswald
- Arnest zu Hemau
- Arzweg zu Nittendorf
- Aschach zu Lappersdorf
- Aschenbrennermarter zu Altenthann
- Asing zu Regenstauf
- Auburg zu Barbing
- Auersölden zu Altenthann
- Aufhausen
- Auf’nberg zu Duggendorf
- Auhof zu Barbing
- Auhof zu Mintraching
- Aukofen zu Mintraching
- Aumühle zu Alteglofsheim
- Außenlehen zu Brennberg

↑ Zurück zum Inhaltsverzeichnis

### B
- Babetsberg zu Brunn
- Bach a.d.Donau
- Bachhöfe zu Bernhardswald
- Bachleiten zu Deuerling
- Bachmühl zu Altenthann
- Bachmühle zu Hemau
- Baiern zu Lappersdorf
- Barbing
- Bärnthal zu Nittendorf
- Beilnstein zu Beratzhausen
- Benhof zu Lappersdorf
- Beratzhausen
- Berghof zu Altenthann
- Berghof zu Kallmünz
- Berghof zu Laaber
- Berghof zu Pielenhofen
- Bergmatting zu Sinzing
- Bergstetten zu Laaber
- Berletzhof zu Hemau
- Berndorf zu Brennberg
- Bernhardswald
- Bibersbach zu Brennberg
- Biersackschlag zu Duggendorf
- Birkenfeld zu Neutraubling
- Birkenhof zu Wenzenbach
- Birkenzant zu Regenstauf
- Birkmühle zu Wenzenbach
- Birnbach zu Schierling
- Bodenhof zu Hemau
- Bosruck zu Bernhardswald
- Brand zu Nittendorf
- Breitwies zu Regenstauf
- Brennberg
- Brennthal zu Regenstauf
- Bruckbach zu Brennberg
- Bruckdorf zu Sinzing
- Bruckhäusl zu Altenthann
- Bruckhof zu Riekofen
- Brunn
- Brunnenstich zu Duggendorf
- Brunnhaus zu Regenstauf
- Brunnhöfl zu Wenzenbach
- Brunnstuben zu Altenthann
- Brunoder zu Holzheim a.Forst
- Bubach am Forst zu Holzheim a.Forst
- Buchberg zu Brennberg
- Buchenlohe zu Regenstauf
- Buchhausen zu Schierling
- Buchhof zu Bernhardswald
- Buchrain zu Riekofen
- Bügerl zu Hemau
- Bügerlleithen zu Hemau
- Buxlohe zu Beratzhausen

↑ Zurück zum Inhaltsverzeichnis

### C
- Carolinenhütte zu Kallmünz

↑ Zurück zum Inhaltsverzeichnis

### D
- Dachsberg zu Donaustauf
- Dallackenried zu Kallmünz
- Danersdorf zu Regenstauf
- Darmannsdorf zu Bernhardswald
- Deckelstein zu Pettendorf
- Demling zu Bach a.d.Donau
- Dengling zu Mötzing
- Dessenacker zu Brennberg
- Dettenhofen zu Pielenhofen
- Deuerling
- Deutenhof zu Schierling
- Diesenbach zu Regenstauf
- Dietersweg zu Wiesent
- Dinau zu Kallmünz
- Dinglstadt zu Bernhardswald
- Dingstetten zu Bernhardswald
- Dirnberg zu Regenstauf
- Distelhausen zu Pielenhofen
- Donaustauf
- Dörfling zu Bernhardswald
- Dornau zu Holzheim a.Forst
- Dosmühle zu Brennberg
- Drackenstein zu Regenstauf
- Duggendorf
- Dürnstetten zu Sinzing

↑ Zurück zum Inhaltsverzeichnis

### E
- Ebenpaint zu Bernhardswald
- Ebenwies zu Pettendorf
- Eberhof zu Bernhardswald
- Eckenzell zu Wiesent
- Eckertshof zu Hemau
- Edlhausen zu Laaber
- Edlhausen zu Regenstauf
- Egglfing zu Köfering
- Eggmühl zu Schierling
- Eglsee zu Brunn
- Ehrenberg zu Wenzenbach
- Eibrunn zu Pettendorf
- Eich zu Kallmünz
- Eichenbrunn zu Pettendorf
- Eichhof zu Altenthann
- Eichhofen zu Nittendorf
- Eichkreit zu Kallmünz
- Eichlberg zu Brennberg
- Eichlberg zu Hemau
- Eichlberg zu Regenstauf
- Eidenzell zu Wiesent
- Eiersdorf zu Hemau
- Eilsbrunn zu Sinzing
- Einhausen zu Lappersdorf
- Einhausen zu Pfakofen
- Einöd zu Hemau
- Einthal zu Obertraubling
- Eiselberg zu Brunn
- Eiselberg zu Kallmünz
- Eisenhammer zu Laaber
- Eitlbrunn zu Regenstauf
- Elendbaumgarten zu Bernhardswald
- Elendbleschen zu Bernhardswald
- Elendhalbstraße zu Regenstauf
- Ellbogen zu Bernhardswald
- Ellmau zu Regenstauf
- Eltheim zu Barbing
- Embach zu Obertraubling
- Endlfeld zu Laaber
- Endorf zu Laaber
- Endorfmühle zu Laaber
- Engelsberg zu Brennberg
- Engelthal zu Beratzhausen
- Epfenthau zu Regenstauf
- Erlbach zu Bernhardswald
- Eselburg zu Laaber
- Ettersdorf zu Wiesent
- Etterzhausen zu Nittendorf

↑ Zurück zum Inhaltsverzeichnis

### F
- Fahndorf zu Brennberg
- Fahnmühle zu Brennberg
- Falkenlehen zu Brennberg
- Fallmeisterei zu Pfatter
- Feldhof zu Bernhardswald
- Ferneichlberg zu Regenstauf
- Fidelhof zu Regenstauf
- Finsing zu Bernhardswald
- Fischbach zu Kallmünz
- Fischbehälter zu Brennberg
- Fischerberg zu Kallmünz
- Flickermühle zu Mintraching
- Flinksberg zu Hemau
- Fohlenhof zu Pentling
- Forstacker zu Wenzenbach
- Forstberg zu Regenstauf
- Forsterberg zu Beratzhausen
- Forsthof zu Brennberg
- Forstmühle zu Altenthann
- Frankenberg zu Brennberg
- Frauenberg zu Brunn
- Frauenberg zu Regenstauf
- Frauenzell zu Brennberg
- Freiung zu Pielenhofen
- Frengkofen zu Bach a.d.Donau
- Friesenhof zu Beratzhausen
- Friesenmühle zu Beratzhausen
- Friesheim zu Barbing
- Fronau zu Regenstauf
- Fuchsmühle zu Pfakofen
- Fußenberg zu Wenzenbach

↑ Zurück zum Inhaltsverzeichnis

### G
- Gailsbach zu Hagelstadt
- Gambach zu Bernhardswald
- Ganglhof zu Regenstauf
- Gansbach zu Aufhausen
- Gänsbügl zu Hemau
- Gartenroith zu Wörth a.d.Donau
- Gebelkofen zu Obertraubling
- Geiersberg zu Lappersdorf
- Geiersberg zu Regenstauf
- Geisenthal zu Holzheim a.Forst
- Geishof zu Altenthann
- Geisling zu Pfatter
- Gengkofen zu Mintraching
- Gerstenhof zu Bernhardswald
- Gessendorf zu Duggendorf
- Gewald zu Lappersdorf
- Gfangen zu Regenstauf
- Gibacht zu Regenstauf
- Giffa zu Wörth a.d.Donau
- Giglitzhof zu Kallmünz
- Girnitz zu Duggendorf
- Gitting zu Hagelstadt
- Glapfenberg zu Regenstauf
- Glasschleife obere zu Kallmünz
- Gleislmühle zu Beratzhausen
- Glockensiedlung zu Nittendorf
- Gmünd zu Pfatter
- Gnadenhof zu Regenstauf
- Gonnersdorf zu Wenzenbach
- Göppenbach zu Altenthann
- Goppenhof zu Nittendorf
- Gottesberg zu Altenthann
- Grabenbach zu Wenzenbach
- Grabenhäuser zu Wolfsegg
- Grabenhof zu Brennberg
- Grabenhof zu Kallmünz
- Grafenhofen zu Wenzenbach
- Grafenöd zu Hemau
- Grafenöd zu Wiesent
- Grafenried zu Nittendorf
- Grafenried zu Sinzing
- Grafenstadl zu Hemau
- Grafenwinn zu Regenstauf
- Grain zu Kallmünz
- Grain am Berg zu Kallmünz
- Grametshof zu Beratzhausen
- Graßlfing zu Pentling
- Greisberg zu Regenstauf
- Griesau zu Pfatter
- Großberg zu Pentling
- Großetzenberg zu Laaber
- Grub zu Regenstauf
- Grubberg zu Bernhardswald
- Grubfeld zu Brennberg
- Grubhof zu Bernhardswald
- Grubhof zu Brennberg
- Grünschlag zu Beratzhausen
- Grünstaude zu Hemau
- Grünthal zu Hagelstadt
- Grünthal zu Wenzenbach
- Gsellhof zu Altenthann
- Gsellmühle zu Altenthann
- Günzenried zu Pettendorf

↑ Zurück zum Inhaltsverzeichnis

### H
- Haag zu Hemau
- Hacklsberg zu Bernhardswald
- Hacklsberg zu Bernhardswald
- Haderlsdorf zu Beratzhausen
- Hafnerhof zu Wörth a.d.Donau
- Hagelstadt
- Hagenau zu Regenstauf
- Hagetshof zu Hemau
- Haid zu Altenthann
- Haid zu Aufhausen
- Haid zu Hemau
- Haidau zu Mintraching
- Haidberg zu Duggendorf
- Haidenkofen zu Sünching
- Hainsacker zu Lappersdorf
- Hamberg zu Brennberg
- Hamberg zu Hemau
- Hammermühle zu Brennberg
- Hammermühle zu Donaustauf
- Hänghof zu Pentling
- Hardt zu Beratzhausen
- Hardt zu Nittendorf
- Hardt zu Sünching
- Harreshof zu Lappersdorf
- Hart zu Sinzing
- Hartham zu Riekofen
- Hartlmühle zu Laaber
- Haselhof zu Pettendorf
- Haslach zu Holzheim a.Forst
- Haslach zu Wenzenbach
- Hatzenhof zu Beratzhausen
- Haugenried zu Nittendorf
- Haus Werdenfels zu Nittendorf
- Hauserhof zu Brennberg
- Hausmühle zu Pfakofen
- Hauzendorf zu Bernhardswald
- Hauzenstein zu Wenzenbach
- Hechtfeld zu Brennberg
- Hechthof zu Brennberg
- Heilinghausen zu Regenstauf
- Heilsberg zu Wiesent
- Heimberg zu Deuerling
- Heitzenhofen zu Duggendorf
- Hellkofen zu Aufhausen
- Hemau
- Hennhüll zu Hemau
- Herfurth zu Pfatter
- Hermannsberg zu Wiesent
- Hermannsöd zu Wiesent
- Hermannstetten zu Wolfsegg
- Herzogmühle zu Mintraching
- Heuweg zu Altenthann
- Hillohe zu Deuerling
- Himmelmühle zu Brennberg
- Himmelthal zu Brennberg
- Hinterappendorf zu Bernhardswald
- Hinterberg zu Pettendorf
- Hinterberg zu Regenstauf
- Hintergrub zu Brennberg
- Hintergrub zu Wörth a.d.Donau
- Hinterkreith zu Beratzhausen
- Hinterthann zu Beratzhausen
- Hinterzhof zu Laaber
- Hinterzirnberg zu Wörth a.d.Donau
- Hirschhof zu Holzheim a.Forst
- Hirschling zu Regenstauf
- Hirschstein zu Beratzhausen
- Hochaigen zu Brennberg
- Hochdorf zu Duggendorf
- Hochstraß zu Regenstauf
- Hof zu Wörth a.d.Donau
- Hofdorf zu Wörth a.d.Donau
- Höfen zu Hemau
- Högelstein zu Bernhardswald
- Högerlsee zu Laaber
- Höhenberg zu Hagelstadt
- Höhenberg zu Wiesent
- Hohengebraching zu Pentling
- Höhenhof zu Obertraubling
- Hohenlohe zu Beratzhausen
- Hohenrad zu Brennberg
- Hohenroith zu Bernhardswald
- Hohensand zu Lappersdorf
- Hohenschambach zu Hemau
- Hohenwarth zu Regenstauf
- Hohenwarth zu Wolfsegg
- Höhhof zu Hemau
- Hölkering zu Pentling
- Höllmühle zu Brennberg
- Holz zu Regenstauf
- Holzheim a.Forst
- Hölzlhof zu Beratzhausen
- Hölzlhof zu Wenzenbach
- Hönighausen zu Lappersdorf
- Hopfengarten zu Wenzenbach
- Hörglhof zu Altenthann
- Hornau zu Wörth a.d.Donau
- Hornismühle zu Altenthann
- Höselberg zu Thalmassing
- Höslgrub zu Bernhardswald
- Hubhof zu Holzheim a.Forst
- Hummelberg zu Pettendorf
- Hungersacker zu Wörth a.d.Donau

↑ Zurück zum Inhaltsverzeichnis

### I
- Illkofen zu Barbing
- Illkofen zu Beratzhausen
- Inkofen zu Schierling
- Innenlehen zu Brennberg
- Irgertshofen zu Nittendorf
- Irlbach zu Thalmassing
- Irlbach zu Wenzenbach
- Irlbründl zu Regenstauf
- Irling zu Pfatter
- Irnhüll zu Holzheim a.Forst
- Irnkofen zu Aufhausen

↑ Zurück zum Inhaltsverzeichnis

### J
- Jagdhaus Thiergarten zu Altenthann
- Jägerberg zu Wenzenbach
- Jägerhaus zu Mintraching
- Johannishof zu Pfatter
- Judenberg zu Duggendorf

↑ Zurück zum Inhaltsverzeichnis

### K
- Käfersdorf zu Wolfsegg
- Kagerhof zu Altenthann
- Kälberhäusl zu Wörth a.d.Donau
- Kallmünz
- Kaltenherberg zu Bernhardswald
- Kamillenhof zu Bernhardswald
- Kammerhof zu Bernhardswald
- Kammersölden zu Bernhardswald
- Kareth zu Lappersdorf
- Karlstein zu Regenstauf
- Katharied zu Beratzhausen
- Kaulhausen zu Lappersdorf
- Kemetshof zu Hemau
- Kerm zu Brennberg
- Kerm zu Regenstauf
- Kiefenholz zu Wörth a.d.Donau
- Kirchberg zu Regenstauf
- Kirchhof zu Brunn
- Kirnberg zu Brennberg
- Kirnberg zu Wiesent
- Kirnberg zu Wörth a.d.Donau
- Klammer zu Donaustauf
- Klapfenberg zu Hemau
- Klausen zu Thalmassing
- Kleeberg zu Regenstauf
- Kleinanglhof zu Regenstauf
- Kleinetzenberg zu Laaber
- Kleingilla zu Mintraching
- Kleinhimmelmühle zu Brennberg
- Kleinkiefenholz zu Wörth a.d.Donau
- Kleinprüfening zu Sinzing
- Kleinramspau zu Regenstauf
- Klingen zu Hemau
- Klosterberg zu Brennberg
- Kneiting zu Pettendorf
- Knieschlag zu Lappersdorf
- Kochenthal zu Hemau
- Köfering
- Kohlmühle zu Beratzhausen
- Kohlstadt zu Sinzing
- Kohlstatt zu Regenstauf
- Kohlstetten zu Bernhardswald
- Kolbing zu Schierling
- Kollersried zu Hemau
- Königshäusl zu Obertraubling
- Königsmühle zu Beratzhausen
- Konstein zu Brunn
- Körbenhof zu Hemau
- Krachenhausen zu Kallmünz
- Kraxenhöfen zu Schierling
- Kreuth zu Bernhardswald
- Kreuth zu Regenstauf
- Kriegergütl zu Brennberg
- Krippersberg zu Wolfsegg
- Kronbügl zu Laaber
- Kropfersberg zu Altenthann
- Kruckenberg zu Wiesent
- Kufberg zu Wenzenbach
- Kühberg zu Laaber
- Kühblöß zu Sinzing
- Kühschlag zu Nittendorf
- Kühthal zu Regenstauf
- Kumpfhof zu Hemau
- Kumpfmühle zu Obertraubling
- Kürn zu Bernhardswald
- Kürnberg zu Regenstauf

↑ Zurück zum Inhaltsverzeichnis

### L
- Laaber
- Lambertsneukirchen zu Bernhardswald
- Lamlhof zu Bernhardswald
- Lammelhöfl zu Bernhardswald
- Landlhof zu Lappersdorf
- Landsgrub zu Altenthann
- Langenerling zu Hagelstadt
- Langenkreith zu Hemau
- Lappersdorf
- Laub zu Zeitlarn
- Laufenthal zu Hemau
- Lautersee zu Hemau
- Lehen zu Bernhardswald
- Lehen zu Wenzenbach
- Lehenfelden zu Bernhardswald
- Lehmhof zu Wiesent
- Leibgütl zu Brennberg
- Leiterkofen zu Pfatter
- Lerchenfeld zu Neutraubling
- Lichtenberg zu Bernhardswald
- Lieberg zu Bernhardswald
- Lindach zu Regenstauf
- Lindach zu Schierling
- Lindenhof zu Laaber
- Linglhof zu Regenstauf
- Loch zu Nittendorf
- Loch zu Regenstauf
- Löchl zu Bernhardswald
- Loh zu Kallmünz
- Lohbach zu Wörth a.d.Donau
- Lohhof zu Bernhardswald
- Lohhof zu Brennberg
- Loidsberg zu Brennberg
- Lorenzen zu Lappersdorf
- Luckenpaint zu Thalmassing

↑ Zurück zum Inhaltsverzeichnis

### M
- Maad zu Regenstauf
- Maiszant zu Pfatter
- Manghof zu Bernhardswald
- Mangolding zu Mintraching
- Mannsdorf zu Schierling
- Mantel zu Bernhardswald
- Mariaort zu Pettendorf
- Mariaort zu Sinzing
- Marienthal zu Regenstauf
- Matting zu Pentling
- Mauernhof zu Schierling
- Mausermühle zu Beratzhausen
- Mausheim zu Beratzhausen
- Mauth zu Bernhardswald
- Medersbach zu Regenstauf
- Mettenbach zu Regenstauf
- Minoritenhof zu Sinzing
- Mintraching
- Mitterbügl zu Beratzhausen
- Mitterkreith zu Beratzhausen
- Mittermühle zu Aufhausen
- Mitterroith zu Wiesent
- Mollerhof zu Kallmünz
- Moorackerhof zu Obertraubling
- Moosham zu Mintraching
- Mooshof zu Barbing
- Mooshof zu Thalmassing
- Moosmühle zu Pfatter
- Mötzing
- Mühlhof zu Zeitlarn
- Mühlschlag zu Kallmünz
- Münchsmühle zu Laaber
- Münchsried zu Brunn
- Münchsried zu Regenstauf
- Mungenhofen zu Hemau
- Murrenberg zu Kallmünz

↑ Zurück zum Inhaltsverzeichnis

### N
- Nassenau zu Kallmünz
- Naßenhart zu Barbing
- Neuallkofen zu Mintraching
- Neudorf zu Pentling
- Neudorf zu Pettendorf
- Neueglofsheim zu Thalmassing
- Neuhaus zu Regenstauf
- Neuhaus zu Thalmassing
- Neuhaus zu Wiesent
- Neuhaus auf der Tratt zu Bernhardswald
- Neuhäusl zu Hemau
- Neuhof zu Beratzhausen
- Neuhof zu Duggendorf
- Neuhof zu Zeitlarn
- Neuhöfl zu Beratzhausen
- Neukirchen zu Hemau
- Neumühle zu Aufhausen
- Neumühle zu Beratzhausen
- Neumühle zu Donaustauf
- Neumühle zu Wiesent
- Neuried zu Regenstauf
- Neusengkofen zu Mintraching
- Neustadl zu Brennberg
- Neutraubling
- Niedergebraching zu Pentling
- Niederhinkofen zu Aufhausen
- Niederhof zu Bernhardswald
- Niederhof zu Kallmünz
- Niedertraubling zu Obertraubling
- Niederviehhausen zu Sinzing
- Niesaß zu Beratzhausen
- Niglhof zu Hemau
- Nittendorf
- Nußhof zu Pentling

↑ Zurück zum Inhaltsverzeichnis

### O
- Oberachdorf zu Wörth a.d.Donau
- Oberackerhof zu Wenzenbach
- Oberalling zu Sinzing
- Oberbirnbach zu Schierling
- Oberbraunstuben zu Bernhardswald
- Oberbügl zu Beratzhausen
- Oberdeggenbach zu Schierling
- Oberehring zu Riekofen
- Obereinbuch zu Nittendorf
- Oberelend zu Wörth a.d.Donau
- Obereppenberg zu Brennberg
- Oberhaimbuch zu Mötzing
- Oberharm zu Bernhardswald
- Oberhaslach zu Regenstauf
- Oberheising zu Neutraubling
- Oberhinkofen zu Obertraubling
- Oberhof zu Regenstauf
- Oberhöfen zu Hemau
- Oberhohenroith zu Bernhardswald
- Oberholz zu Nittendorf
- Oberhub zu Regenstauf
- Oberirading zu Pentling
- Oberlaichling zu Schierling
- Oberlichtenberg zu Beratzhausen
- Oberlichtenwald zu Altenthann
- Oberlipplgütl zu Bernhardswald
- Obermassing zu Thalmassing
- Oberpfraundorf zu Beratzhausen
- Oberreiselberg zu Hemau
- Oberroith zu Wiesent
- Obersanding zu Thalmassing
- Obertraubling
- Oberwahrberg zu Kallmünz
- Ochsenweide zu Brennberg
- Ödenbügl zu Beratzhausen
- Ödenhof zu Bernhardswald
- Ödenthal zu Zeitlarn
- Ödgarten zu Altenthann
- Oedenholz zu Holzheim a.Forst
- Oel zu Wolfsegg
- Ölbrunn zu Bernhardswald
- Oppersdorf zu Lappersdorf
- Orhalm zu Altenthann
- Osten zu Mintraching

↑ Zurück zum Inhaltsverzeichnis

### P
- Paarstadl zu Beratzhausen
- Pangerlhof zu Wiesent
- Papiermühle zu Laaber
- Parkhaus zu Donaustauf
- Parleithen zu Bernhardswald
- Pellndorf zu Hemau
- Penk zu Nittendorf
- Pentlhof zu Zeitlarn
- Pentling
- Petersberg zu Wiesent
- Pettendorf
- Pettenhof zu Brunn
- Pettenreuth zu Bernhardswald
- Petzkofen zu Aufhausen
- Pexmühle zu Beratzhausen
- Pfaffenfang zu Altenthann
- Pfaffenthann zu Brennberg
- Pfakofen
- Pfälzerhof zu Hemau
- Pfatter
- Pfellkofen zu Pfakofen
- Pfittershof zu Altenthann
- Pföring zu Hemau
- Pfraumbach zu Wörth a.d.Donau
- Piehl zu Wörth a.d.Donau
- Pielenhofen
- Pielhof zu Altenthann
- Pielhof zu Brennberg
- Pielmühle zu Lappersdorf
- Piesenkofen zu Obertraubling
- Pillmannsberg zu Bernhardswald
- Pinkofen zu Schierling
- Pittmannsdorf zu Hemau
- Plessenberg zu Bernhardswald
- Plitting zu Bernhardswald
- Poign zu Pentling
- Pollenried zu Nittendorf
- Pöllhof zu Brennberg
- Pöpplhof zu Hemau
- Polzhausen zu Laaber
- Pömerlmühl zu Altenthann
- Ponhof zu Wiesent
- Posthof zu Pentling
- Preischlgut zu Regenstauf
- Preßgrund zu Regenstauf
- Probstberg zu Wenzenbach
- Puppenhof zu Beratzhausen

↑ Zurück zum Inhaltsverzeichnis

### R
- Raigerholz zu Nittendorf
- Rammelstein zu Nittendorf
- Rammersberg zu Bernhardswald
- Ramspau zu Regenstauf
- Rappershof zu Regenstauf
- Rauhbügl zu Beratzhausen
- Rauschberg zu Obertraubling
- Rauschhof zu Beratzhausen
- Rechberg zu Beratzhausen
- Refthal zu Altenthann
- Regendorf zu Zeitlarn
- Regenstauf
- Rehthal zu Lappersdorf
- Reichenbach zu Wörth a.d.Donau
- Reichenstetten zu Sinzing
- Reifenthal zu Pettendorf
- Reingrub zu Regenstauf
- Reinhardshofen zu Pielenhofen
- Reinhardsleiten zu Pielenhofen
- Reinhartswinkl zu Altenthann
- Reiserbügl zu Laaber
- Reiserhof zu Wörth a.d.Donau
- Reiterberg zu Regenstauf
- Reiting zu Bernhardswald
- Rempelkofen zu Mintraching
- Richterskeller zu Regenstauf
- Rieb zu Hemau
- Ried zu Laaber
- Ried zu Pettendorf
- Riegling zu Sinzing
- Riekofen
- Riesen zu Zeitlarn
- Ritzhof zu Beratzhausen
- Rodau zu Lappersdorf
- Roflach zu Schierling
- Rogging zu Pfakofen
- Rohrbach zu Kallmünz
- Rohrdorf zu Pielenhofen
- Röhren zu Altenthann
- Roidhof zu Altenthann
- Roith zu Mintraching
- Roith zu Wenzenbach
- Rosenhof zu Mintraching
- Rothenhofstatt zu Bernhardswald
- Rudersdorf zu Bernhardswald
- Rufenried zu Beratzhausen
- Ruith zu Regenstauf
- Rupertsbühl zu Wiesent
- Ruxhof zu Beratzhausen

↑ Zurück zum Inhaltsverzeichnis

### S
- Sachsenhofen zu Wolfsegg
- Sägmühl zu Altenthann
- Samberg zu Bernhardswald
- Sandheim zu Zeitlarn
- Sandhof zu Wenzenbach
- Sandweg zu Wiesent
- Sankt Bäumel zu Thalmassing
- Sankt Gilla zu Mintraching
- Sarching zu Barbing
- Saxberg zu Sinzing
- Schaafhof zu Beratzhausen
- Schacha zu Hemau
- Schafbruckmühle zu Laaber
- Schafhöfen zu Mötzing
- Schaggenhofen zu Laaber
- Schallerwöhr zu Laaber
- Schanzlohe zu Regenstauf
- Scharmassing zu Obertraubling
- Scharr zu Altenthann
- Scherbatzen zu Altenthann
- Schernried zu Laaber
- Scheuer zu Mintraching
- Scheuermühl zu Mintraching
- Schierling
- Schinderwies zu Lappersdorf
- Schirndorf zu Kallmünz
- Schlaghof zu Bernhardswald
- Schlappmühle zu Aufhausen
- Schmatzhäusl zu Altenthann
- Schmidlehen zu Brennberg
- Schmuckerwinkl zu Brennberg
- Schnaitterhof zu Wenzenbach
- Schneckenbach zu Sinzing
- Schneckenhof zu Hemau
- Schneckenreuth zu Bernhardswald
- Schneitbügl zu Hemau
- Schneitweg zu Regenstauf
- Schnepfenberg zu Regenstauf
- Schnitzlmühl zu Schierling
- Schönach zu Mötzing
- Schönhofen zu Nittendorf
- Schönhöfen zu Schierling
- Schönleiten zu Regenstauf
- Schrammlhof zu Laaber
- Schreiberthal zu Kallmünz
- Schrottenloh zu Brennberg
- Schrotzhofen zu Beratzhausen
- Schwaig zu Brennberg
- Schwaighausen zu Lappersdorf
- Schwaighof zu Mintraching
- Schwaighof zu Regenstauf
- Schwalbennest zu Pentling
- Schwärz zu Lappersdorf
- Schwarzenthonhausen zu Beratzhausen
- Schwarzhöfe zu Duggendorf
- Schwerdnermühle zu Lappersdorf
- Schwetzendorf zu Pettendorf
- Seedorf zu Pentling
- Seehof zu Altenthann
- Seelach zu Beratzhausen
- Seibersdorf zu Bernhardswald
- Sengkofen zu Mintraching
- Seppenhausen zu Pfatter
- Siegelseige zu Wiesent
- Siffkofen zu Mintraching
- Sillen zu Wolfsegg
- Sinngrün zu Beratzhausen
- Sinzing
- Sommerhau zu Kallmünz
- Sommerlegerl zu Duggendorf
- Spieshof zu Altenthann
- Spindlhof zu Regenstauf
- Spitz zu Altenthann
- Stadel zu Regenstauf
- Stadl zu Brennberg
- Stadla zu Hemau
- Stadlhof zu Bernhardswald
- Stadlhof zu Thalmassing
- Stall zu Bernhardswald
- Stanglhof zu Bernhardswald
- Stanglmühl zu Schierling
- Stecherhof zu Beratzhausen
- Steg zu Sinzing
- Stegenhof zu Deuerling
- Steinbuckl zu Altenthann
- Steinbügl zu Wenzenbach
- Steinerbrückl zu Deuerling
- Steinhof zu Lappersdorf
- Steinklippen zu Altenthann
- Steinrinnen zu Bernhardswald
- Steinsberg zu Regenstauf
- Stetten zu Wolfsegg
- Stettwies zu Lappersdorf
- Stockhof zu Bernhardswald
- Stockhof zu Obertraubling
- Stöcklhof zu Kallmünz
- Strohberg zu Wenzenbach
- Stubenthal zu Altenthann
- Sulzbach an der Donau zu Donaustauf
- Sünching
- Sündersbühl zu Hemau
- Süßberg zu Regenstauf
- Süssenbach zu Regenstauf

↑ Zurück zum Inhaltsverzeichnis

### T
- Taimering zu Riekofen
- Tegernheim
- Tenacker zu Obertraubling
- Teufelschlag zu Wolfsegg
- Thalhof zu Bernhardswald
- Thalhof zu Brennberg
- Thalhof zu Hemau
- Thalhof zu Sinzing
- Thalmassing
- Thanhausen zu Wenzenbach
- Thanhof zu Wenzenbach
- Thiergarten zu Altenthann
- Thonhausen zu Hemau
- Thonlohe zu Hemau
- Thonseigen zu Bernhardswald
- Thumhausen zu Nittendorf
- Thurnhof zu Wenzenbach
- Tiefbrunn zu Mintraching
- Tiefenhüll zu Hemau
- Tiefenthal zu Wörth a.d.Donau
- Traidendorf zu Kallmünz
- Traidenloh zu Holzheim a.Forst
- Tremmelhausen zu Pettendorf
- Tremmelhauserhöhe zu Lappersdorf
- Triftlfing zu Aufhausen
- Trischlberg zu Holzheim a.Forst
- Türklmühle zu Laaber

↑ Zurück zum Inhaltsverzeichnis

### U
- Undorf zu Nittendorf
- Unterackerhof zu Wenzenbach
- Unteralling zu Sinzing
- Unterbraunstuben zu Bernhardswald
- Unterbrunn zu Holzheim a.Forst
- Unterdeggenbach zu Schierling
- Unterehring zu Riekofen
- Untereinbuch zu Nittendorf
- Unterelend zu Wörth a.d.Donau
- Untereppenberg zu Brennberg
- Unterhaimbuch zu Mötzing
- Unterharm zu Bernhardswald
- Unterhaslach zu Regenstauf
- Unterheising zu Barbing
- Unterhub zu Regenstauf
- Unterirading zu Pentling
- Unterkaulhausen zu Lappersdorf
- Unterlaichling zu Schierling
- Unterlichtenberg zu Beratzhausen
- Unterlichtenwald zu Altenthann
- Unterlipplgütl zu Bernhardswald
- Untermassing zu Thalmassing
- Unterpfraundorf zu Beratzhausen
- Unterreiselberg zu Hemau
- Untersanding zu Thalmassing
- Urtlhof zu Pettendorf
- Uttenhof zu Beratzhausen

↑ Zurück zum Inhaltsverzeichnis

### V
- Viehhausen zu Sinzing
- Viergstetten zu Nittendorf
- Vogelsang zu Sinzing
- Voglhofzu Hemau
- Vorderappendorf zu Bernhardswald
- Vordergrub zu Wörth a.d.Donau
- Vorderkreith zu Beratzhausen
- Vorderzirnberg zu Wörth a.d.Donau

↑ Zurück zum Inhaltsverzeichnis

### W
- Waffenschmiede zu Wiesent
- Wahlsdorf zu Schierling
- Waldetzenberg zu Laaber
- Walkenstetten zu Schierling
- Wall zu Wolfsegg
- Waltenhofen zu Hemau
- Waltenhofen zu Sinzing
- Wangsaß zu Hemau
- Wasa zu Regenstauf
- Weg zu Bernhardswald
- Weichseldorf zu Duggendorf
- Weichslmühle zu Pentling
- Weihergut zu Duggendorf
- Weiherhaus zu Altenthann
- Weiherhäusl zu Bernhardswald
- Weihern zu Wörth a.d.Donau
- Weihersölden zu Altenthann
- Weillohe zu Thalmassing
- Weinberg zu Duggendorf
- Weismühle zu Brennberg
- Weißenkirchen zu Laaber
- Wenzenbach
- Wernetsgrub zu Brennberg
- Wetzelsdorf zu Brennberg
- Wichenbach zu Wörth a.d.Donau
- Widlthal zu Holzheim a.Forst
- Wieden zu Bernhardswald
- Wieden zu Regenstauf
- Wiedenhof zu Kallmünz
- Wiedenhof zu Regenstauf
- Wiedenrös zu Wiesent
- Wiesent
- Wieshof zu Bernhardswald
- Wiesing zu Altenthann
- Wiesmühl zu Bernhardswald
- Willibaldhäusl zu Deuerling
- Willmannsberg zu Altenthann
- Windschnur zu Laaber
- Winkl zu Hemau
- Winkl zu Schierling
- Wischenhofen zu Duggendorf
- Wöhrhof zu Regenstauf
- Wolfersdorf zu Bernhardswald
- Wolferszwing zu Bernhardswald
- Wolflier zu Hemau
- Wolfsegg
- Wolfskofen zu Mintraching
- Wolkering zu Thalmassing
- Wollmannsdorf zu Hemau
- Wörth a.d.Donau
- Wörthhof zu Wörth a.d.Donau
- Wulkersdorf zu Bernhardswald

↑ Zurück zum Inhaltsverzeichnis

### Z
- Zaar zu Kallmünz
- Zaitzkofen zu Schierling
- Zehenthof zu Beratzhausen
- Zeiler zu Nittendorf
- Zeiler zu Sinzing
- Zeinberg zu Duggendorf
- Zeitlarn
- Zeitlberg zu Zeitlarn
- Zeitlhof zu Wenzenbach
- Ziegelhaus zu Altenthann
- Ziegelhäusl zu Bernhardswald
- Ziegelhäusl zu Brennberg
- Ziegelhütte zu Laaber
- Ziegelhütte zu Lappersdorf
- Ziegelstadel zu Aufhausen und Sünching
- Ziegenhof zu Wenzenbach
- Zieglhof zu Pielenhofen
- Zieglöde zu Brennberg
- Zinthof zu Brennberg
- Zinzendorf zu Wörth a.d.Donau
- Züchmühl zu Bernhardswald
- Zumhof zu Brennberg
- Zündergut zu Duggendorf
- Zwergfeld zu Brennberg
- Zwinger zu Brennberg

↑ Zurück zum Inhaltsverzeichnis